# 응우옌카인
응우옌카인(베트남어: Nguyễn Khánh, 1927년 11월 8일 ~ 2013년 1월 11일)는 남베트남의 군인, 정치인이다.
1946년에 프랑스 생시르 사관학교를 졸업하고 1949년까지 프랑스군 중위로 복무했으며, 프랑스의 괴뢰국인 베트남국의 군대인 국가군에서 장교로 복무하였다. 1949년 프랑스 정부가 베트남의 식민 자치군의 전투력을 강화하기 위해 실시한 공수부대 훈련에 자원하였고, 1952년에 이 과정을 마무리하여 1955년까지 국가군 공군 소속 공수부대 대위로 복무하였다.
제1차 인도차이나 전쟁에서 프랑스 야전군 사령관인 Jean de Lattre de Tassigny 장군이 호아빈 지역에서 베트남 독립동맹회에 큰 피해를 받고 후퇴할 때, 카인은 공수부대로서 프랑스군 후퇴 루트 후방을 호위하는 지원 작전에 참여하였다.
1955년부터 1965년까지 베트남 공화국의 육군 장교로 복무했으며 1964년 1월 30일에는 군사 쿠데타를 일으키면서 즈엉반민을 축출시키면서 남베트남의 국가원수, 수상을 역임했다. 하지만 1965년 응우옌반티에우를 비롯한 남베트남군의 강경파에 의해 프랑스로 추방당했다.
1977년 자신의 아내, 아이들과 함께 미국으로 이주하면서 캘리포니아 주에 위치한 베트남계 기업에서 근무했다. 2005년에는 캘리포니아주 리틀 사이공(Little Saigon)을 본거지로 하는 망명 정부 조직인 자유 베트남 정부 수반으로 선출되었다.